# Línia 3 de l'autobús urbà de Girona
La línia L3 o línia Girona (Plaça Marquès de Camps) - Salt (per Carrer Major), és la línia d'autobús urbà regular de la ciutat de Girona integrada a la Zona 1 de l'ATM de l'Àrea de Girona, gestionada per l'empresa TEISA. Aquesta uneix Girona i Salt pel C/ Major de Salt, travessant les ciutats d'est a oest.

## Horaris
| L3                  | Primer servei                          | Primer servei | Darrer servei | Darrer servei |
| L3                  | A: Girona                              | A: Salt       | A: Girona     | A: Salt       |
| Feiners             | 07:05 *hi ha una expedició a les 06:35 | 07:10         | 22:15         | 22:00         |
| Dissabtes i Agost   | 07:05 *hi ha una expedició a les 06:35 | 07:25         | 22:10         | 21:45         |
| Diumenges i Festius | 08:15                                  | 08:35         | 22:15         | 22:05         |

## Recorregut i parades
En el recorregut en sentit Girona, l'L3 inicia el trajecte a la Terminal de Bus, agafant la rotonda sortint pel C/ de Mercè Rodoreda fins a girar a la dreta pel C/ Major passant per davant de l'Ajuntament de Salt, en entrar a Girona passa a ser el C/ de Santa Eugènia.
Després, pel C/ Santa Eugènia torna a passar per davant de la plaça del Barco i la plaça Güell fins a arribar a la Punxa per després passar per la plaça Poeta Marquina i acabar girant a l'esquerra cap al C/ Barcelona fins a arribar a la plaça Marquès de Camps.
| Codi | Parada                                                    | Correspondència | Altres |
| ---- | --------------------------------------------------------- | --------------- | ------ |
|      | Espai Gironès (Salt) Només dissabtes, diumenges i festius | L4              |        |
|      | Terminal Bus (Salt)                                       | L9              |        |
|      | C/ Major - C/ J. Ruyra (Salt)                             |                 |        |
|      | C/ Major - Pl. Verdaguer (Salt)                           |                 |        |
|      | C/ Major - C/ Doctor Ferran (Salt)                        |                 |        |
|      | C/ Major - Ajuntament (Salt)                              |                 |        |
|      | C/ Major - C/ Miguel de Cervantes (Salt)                  |                 |        |
|      | C/ Major - Pl. Veinat (Salt)                              |                 |        |
|      | C/ Sta. Eugènia - C/ Agudes                               |                 |        |
|      | C/ Sta. Eugènia - Espai Marfà                             |                 |        |
|      | C/ Sta. Eugènia - C/ Güell                                |                 |        |
|      | Pl. La Rodona                                             |                 |        |
|      | Av. Sta. Eugènia, 19 (La Punxa)                           | L4 L5 L7        |        |
|      | Pl. Poeta Marquina                                        | L4 L5 L7        |        |
|      | Pl. Marquès de Camps, 16                                  | L2 L4 L5 L7     |        |

En el recorregut en sentit Salt, l'L3 inicia el trajecte a la plaça de Marquès de Camps, seguint recte cap al C/ de Santa Eugènia passant per la Punxa, la plaça Güell fins a la plaça del Barco on gira cap a l'esquerra pel C/ de les Agudes.
Posteriorment, s'incorpora al Passeig d'Olot fins a entrar a Salt on passa a ser el Passeig dels Països Catalans fins a arribar a la Terminal de Bus.
| Codi | Parada                                                    | Correspondència | Altres |
| ---- | --------------------------------------------------------- | --------------- | ------ |
|      | Pl. Marquès de Camps, 16                                  | L2 L4 L5 L7     |        |
|      | Av. Sta. Eugènia, 44 (La Punxa)                           | L4 L5 L7        |        |
|      | Pl. La Rodona                                             | L7              |        |
|      | C/ Sta. Eugènia - C/ Güell                                |                 |        |
|      | C/ Sta. Eugènia, 176                                      |                 |        |
|      | C/ Agudes, 14                                             |                 |        |
|      | Pg. Països Catalans - Pl. Catalunya (Salt)                | L4              |        |
|      | Av. Països Catalans - Estació Jove (Salt)                 | L4 L9           |        |
|      | Av. Països Catalans - C/ Sambola (Salt)                   |                 |        |
|      | Av. Països Catalans - Plaça Mercat (Salt)                 |                 |        |
|      | Av. Països Catalans - Pg. Marquès de Camps (Salt)         |                 |        |
|      | Av. Països Catalans - C/ J. Ruyra (Salt)                  |                 |        |
|      | Terminal Bus (Salt)                                       | L9              |        |
|      | Espai Gironès (Salt) Només dissabtes, diumenges i festius | L4              |        |